# Grajaú (distrito de São Paulo)
Grajaú é um distrito do município de São Paulo, localizado na Zona Sul. É administrado pela subprefeitura da Capela do Socorro, dentro da região administrativa da Zona Sul de São Paulo. Seus limites são os distritos de Pedreira, Cidade Dutra, Parelheiros e os municípios de São Bernardo do Campo e Diadema. Fica a 26 km da Praça da Sé e 14 km dos principais bairros da zona sul da cidade como Santo Amaro e Jabaquara. Atualmente, possui uma população de aproximadamente 384.873 habitantes, sendo o mais populoso distrito da capital.
No ano de 2016, Grajaú, no extremo Sul da capital, figurou na lista dos piores distritos de São Paulo, ocupando a posição de sétimo pior IDH da cidade. A grande maioria dos bairros que estão às margens da represa Billings ainda não possuem saneamento básico; mesmo com rede de esgoto, os detritos são direcionados para a represa pela empresa de saneamento. Em bairros onde não existe rede coletora, o esgoto corre a céu aberto ou são utilizadas fossas.
O distrito, na zona sul de São Paulo, foi classificado como o pior local para se viver na cidade, segundo o Mapa da Desigualdade, elaborado pela Rede Nossa São Paulo. Dos 55 critérios analisados pelo levantamento, o bairro registrou 32 indicadores classificados como ruins.
A região mostrou certa deficiência no quesito educação, principalmente no número de livros disponíveis em bibliotecas e pontos de leitura. No geral, há 0,03 obras infanto-juvenis por habitante e 0,01 títulos destinados aos adultos.
Já falta de atividades culturais se mostrou um problema de diversos distritos da capital. Ao todo, 60 bairros não possuem museus e centros culturais, 59 não contam com cinema e 53 não têm teatros.
O distrito tem pouco mais de 50% de seus moradores com cobertura de serviço de saúde realizado por agentes de saúde do programa saúde da família. Muitos bairros ainda não possuem Unidade Básica de Saúde (UBS) e as que existem estão sobrecarregadas (Ex: UBS Jardim Icaraí e Castro Alves). Uma grande demanda por educação também é visível principalmente no ensino fundamental (Ex: Jardim Noronha, Jardim Ellus, Shangrila, Três Corações), onde a evasão escolar em crianças de 07 a 14 anos é um problema notório e medidas para saná-lo ainda não são eficazes.
O distrito possui apenas 2 conselhos tutelares para uma comunidade total de mais de 700.000 moradores (2018). A Região não possui nenhuma delegacia de atendimento às mulheres vítimas de violência. Os espaços públicos são poucos e Centros de Criança é Adolescentes (CCA) regularmente têm filas de espera diárias muito grandes (somente para os bairros Jardim Ellus, Shangrila, Lucélia, Monte Verde e Prainha). E a insegurança alimentar é prevalente na região, aproximadamente 6% da população de Grajaú é desnutrida.
Hoje, o Grajaú vem mostrando um forte desenvolvimento com grandes construções tanto na área residencial quanto na área comercial. Bairros como Parque Residencial Cocaia, Jardim Novo Horizonte, Jardim Eliana, Parque Grajaú, Jardim Varginha, Cantinho do Céu e Vila Natal contam com grande atividade comercial, enquanto bairros como Jardim São Bernardo, Jardim Shangrila, Jardim Ellus, Jardim Marilda, Palmares, Jardim Noronha, Parque alto e Parque América são sobretudo residenciais.
A remuneração média mensal da região é de R$ 1.852,28. A remuneração média de pessoas com emprego formal em São Paulo varia de R$ 10.079,98 no bairro do Campo Belo, Zona Sul da cidade, a R$ 1.287,32 em Engenheiro Marsilac, no extremo Sul da capital. O salário do primeiro bairro é quase oito vezes maior que o do segundo.  A pesquisa mostra o "desigualtômetro" entre as diversas regiões de São Paulo, ou seja, a diferença entre o melhor e o pior de cada um dos indicadores.
É classificado pelo CRECI como "Zona de Valor E", assim como outros distritos da capital: Campo Limpo, Brasilândia e Itaim Paulista.

## Topônimo
O topônimo "Grajaú" é derivado do termo tupi karaîá'y, que significa "rio dos carajás" (karaîá, carajá + 'y, rio).

## Descrição

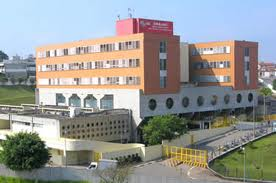
Imagem do Hospital Grajaú

O distrito e o bairro são cortados pela Avenida Dona Belmira Marin que é considerada o centro comercial da região pois apresenta quantidade elevada de comércios atualmente mais de quatrocentas lojas. A região também possui outras vias importantes de ligação com o restante da cidade como Avenida Senador Teotônio Vilela e Avenida Paulo Guilguer Reimberg que é a principal via do bairro de Varginha e também conta com grande trafego de veículos e conta com muitas lojas principalmente no bairro do Jardim Novo Horizonte esta avenida tem inicio na Avenida Teotônio Vilela próximo ao terminal Varginha e termina estrada de Itaquaquecetuba no Jardim Marilda.
Embora o Grajaú ainda sofra com a escassez de investimento público na área da saúde, o distrito abriga um hospital de grande porte, o Hospital Estadual do Grajaú, que é responsável pela população local e distritos próximos. Mas, ultimamente, o governo começou a investir nos postos de assistência médica ambulatorial, aumentando o número de unidades, visando a diminuir a espera nas filas, causada pela alta demanda da população que o Hospital Grajaú recebe diariamente. O distrito também vem recebendo investimentos públicos na revitalização de calçadas das vias principais e reforma nas escolas do ensino público.

## Transportes

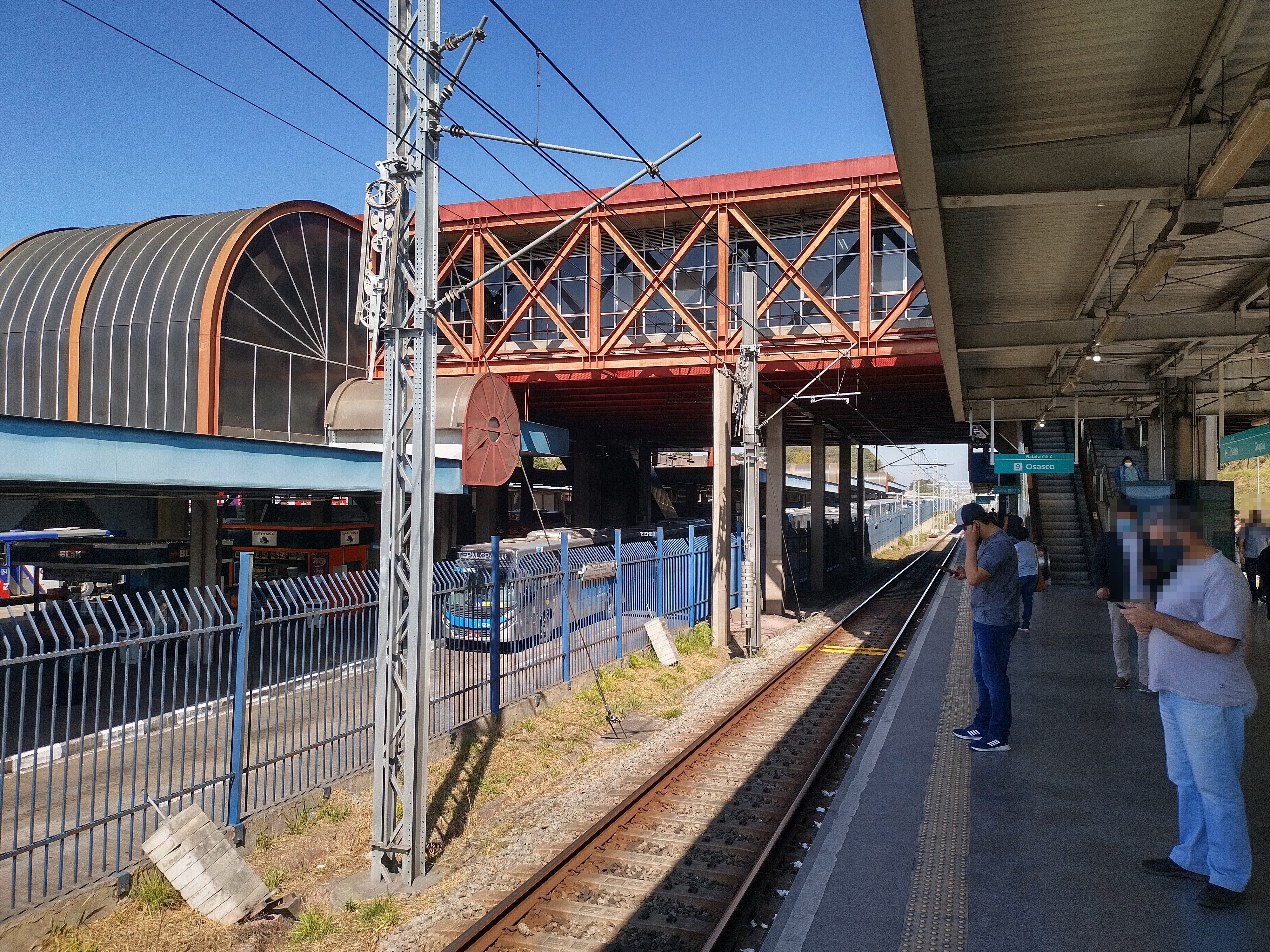
Estação e Terminal Grajaú

O distrito é servido pelos trens da Linha 9–Esmeralda do Trem Metropolitano de São Paulo, contando com três estações: Grajaú, Bruno Covas/Mendes–Vila Natal e Varginha. A região também possui dois terminais de ônibus: o Grajaú, integrado com a estação ferroviária homônima, e que é considerado um grande ponto de referência para o distrito; e o Terminal Varginha, inaugurado em 2004, situado no início da Avenida Paulo Guilguer Reimberg. O distrito também é atendido pelo primeiro transporte hidroviário da capital paulista, o "Aquático-SP", que entrou em operação em 13 de maio de 2024, e faz a interligação da região com os bairros de Pedreira e Cocaia, também na zona sul, atravessando a Represa Billings.

## Demografia
Evolução demográfica do distrito do Grajaú

## Bairros
Bairros do Grajaú:
- Cantinho do Céu
- Chácara Cocaia
- BNH
- Chácara do Sol
- Chácara Lagoinha
- Cidade Luz
- Cipó do Meio
- Colônia do Grajaú
- Corujas
- Gaivotas
- Grajaú
- Ilha do Bororé
- Jardim Almeida Prado
- Jardim Alvorada (Grajaú)
- Jardim Arco-íris
- Jardim Azano
- Jardim Belcito
- Jardim Bonito
- Jardim Borba Gato
- Jardim Brasília
- Jardim Campinas
- Jardim Castro Alves
- Jardim das Pedras (Grajaú)
- Jardim dos Manacás
- Jardim Edda
- Jardim Edi
- Jardim Eliana
- Jardim Ellus
- Jardim Gaivotas
- Jardim Icaraí
- Jardim Ideal
- Jardim Itajaí
- Jardim Itatiáia
- Jardim Iporanga
- Jardim Jaú
- Jardim Labitary
- Jardim Lucélia
- Jardim Marilda
- Jardim Marisa
- Jardim Mirna
- Jardim Monte Alegre
- Jardim Monte Verde
- Jardim Myrna
- Jardim Noronha
- Jardim Nossa Senhora Aparecida
- Jardim Nova Tereza
- Jardim Novo Horizonte
- Jardim Novo Jaú
- Jardim Novo Lar
- Jardim Orbam
- Jardim Planalto
- Jardim Porto Velho
- Jardim Prainha
- Jardim Progresso
- Jardim Recanto do Sol
- Jardim Reimberg
- Jardim Sabiá (Grajaú)
- Jardim Salinas
- Jardim Samara (Grajaú)
- Jardim Samas
- Jardim Santa Bárbara
- Jardim Santa Fé
- Jardim Santa Francisca
- Jardim Santa Francisca Cabrini
- Jardim Santa Tereza
- Jardim São Bernardo
- Jardim São Pedro
- Jardim São Remo
- Jardim Sete de Setembro
- Jardim Shangri-lá
- Jardim Sipramar
- Jardim Tanay
- Jardim Três Corações
- Jardim Toca
- Jardim Varginha
- Jardim Orion
- Jardim Zilda
- Jordanopolis
- Lago Azul
- Parada 57
- Parque Alto
- Parque América
- Parque Brasil
- Parque Cocaia
- Parque Deizy
- Parque Grajaú
- Parque Manacá
- Parque Novo Grajaú
- Parque Planalto
- Parque Residencial Cocaia
- Parelheiros
- Parque Santa Cecília
- Parque São José
- Parque São Miguel
- Parque São Paulo
- Parque Shangrilá
- Recanto Marisa
- Sítio Cocaia
- Toca do Tatu
- Vila Morais Prado
- Vila Narciso
- Vila Nascente
- Vila Natal
- Vila Rubi

## Distritos e municípios limítrofes
- Pedreira (norte)
- Diadema (nordeste)
- São Bernardo do Campo (leste)
- Cidade Dutra (oeste)
- Parelheiros (sul)

## Distritos Próximos
- Campo Grande
- Cidade Ademar
- Santo Amaro
- Jabaquara
- Socorro
- Marsilac

## Clima
| Mês                           | Jan  | Fev  | Mar  | Abr  | Mai  | Jun  | Jul  | Ago  | Set  | Out  | Nov  | Dez  | Ano   |
| ----------------------------- | ---- | ---- | ---- | ---- | ---- | ---- | ---- | ---- | ---- | ---- | ---- | ---- | ----- |
| Temperatura máxima média (°C) | 24,8 | 24,8 | 24,2 | 22,4 | 20,5 | 19,5 | 18,9 | 19,8 | 20,7 | 21,4 | 22,7 | 23,8 | 22    |
| Temperatura média (°C)        | 20,4 | 20,5 | 19,8 | 17,8 | 15,8 | 14,4 | 13,7 | 14,7 | 15,8 | 16,9 | 18,2 | 19,3 | 17,3  |
| Temperatura mínima média (°C) | 16   | 16,2 | 15,4 | 13,3 | 11,1 | 9,4  | 8,6  | 9,6  | 11   | 12,4 | 13,7 | 14,9 | 12,6  |
| Precipitação (mm)             | 274  | 264  | 236  | 143  | 109  | 76   | 69   | 80   | 122  | 212  | 191  | 251  | 2 027 |
| Fonte: Climate Data.[2]       |      |      |      |      |      |      |      |      |      |      |      |      |       |

## Favelas
Na Subprefeitura de Socorro, existem 176 favelas e grande parte delas está localizada no distrito do Grajaú. O número de pessoas vivendo em barracos e pequenas casas de alvenaria ultrapassa 50 mil.